# Nen (rivière)
Pour les articles homonymes, voir Nen (homonymie).
La rivière Nen ou Nonni (嫩江 ; pinyin : Nènjiang; mandchou : Non ula) est une rivière de la Chine du nord-est. C'est le plus long tributaire du Songhua, qu'elle rejoint en rive gauche à la hauteur de Da'an, environ 200 kilomètres en amont de la ville d'Harbin.

## Géographie

### Géographie physique
Elle prend sa source dans la province Heilongjiang, sur les pentes de l'est de la chaîne Da Hinggan et coule vers le sud, formant une partie de la frontière entre l'Heilongjiang et le Jilin, et irriguant la partie fertile du nord des plaines de Mandchourie.
Tributaires principaux :
- Gan (甘河)(droite)
- Namoer/Nemor (讷谟尔河) (gauche)
- Nuomin (诺敏河 ) (droite)
- Anlun (雅鲁河)(droite)
- Wuyuer/Nuyur (gauche)
- Chuoer (droite)
- Taoer/Chaor (洮儿河) (droite)
- Huolin (霍林河)(droite)

### Géographie humaine
Villes sur la rivière Nen :
- Nenjiang (Mergen), nommée d'après la rivière
- Qiqihar
- Jiangqiao

## Histoire
Au temps de la dynastie Qing, la Nen a servi d'importante voie de communication entre la Mandchourie du sud et les villes de Nenjiang et Qiqihar, qui ont toutes deux été, à leur tour, capitales du Heilongjiang sous les Qing. Une route de portage faisait le lien entre la partie plus haute de la Nen et l'Amour.
En novembre 1931, le pont sur la Nen près de Jiangqiao devient le lieu de l'une des premières batailles de la Seconde Guerre sino-japonaise.